# Elentir
Elentir (que significa «observador de estrellas» en quenya) es un personaje ficticio que pertenece al legendarium creado por el escritor británico J. R. R. Tolkien. Es un dúnadan, hijo de Númendil y hermano mayor de Amandil. Su historia aparece en varios textos de Tolkien publicados por su hijo Christopher en Los pueblos de la Tierra Media.
Elentir era el sucesor de Númendil como Señor de Andúnië por ser el primogénito, y además estaba enamorado de Míriel, hija única del Rey Tar-Palantir y heredera al trono de Númenor. En este punto la historia se divide en dos versiones: en una, Míriel rechazó a Elentir, pues amaba a su primo Ar-Phârazon y ambos acabaron casándose de mutuo acuerdo. En la otra, Míriel y Elentir estaban casi prometidos, pero ella fue obligada a casarse con Ar-Phârazon y éste usurpó el trono, como en la versión publicada en El Silmarillion. 
Christopher Tolkien asegura en Los pueblos de la Tierra Media que no se sabe con certeza cuando su padre escribió estas historias y lo único seguro es que la aparición de Elentir fue descartada, pues aunque la última versión cuadra con la historia de El Silmarillion, fue Amandil el que se convirtió en Señor de Andúnië y no Elentir, que era el primogénito.